# Patrick Street
Patrick Street was en is een van de top "Irish traditional bands" van de tachtiger jaren, gesticht in Dublin in 1986 door Kevin Burke (voorheen bij de The Bothy Band) viool, Jackie Daly (voorheen De Dannan), knopaccordeon, Andy Irvine (voorheen Sweeney's Men, Planxty) bouzouki en zang, en Arty McGlynn (voorheen Van Morrison, Planxty) gitaar. McGlynn verliet later de band, en werd vervangen door Ged Foley (voorheen The House Band, The Battlefield Band), gitaar en Declan Masterson, uilleann pipes en keyboards. Zij hebben ook gespeeld met Dónal Lunny, Bill Whelan en Enda Walsh.

## Discografie
- Patrick Street 1986
- No. 2, Patrick Street 1988
- Irish Times 1990
- All in Good Time 1993
- Corner Boys 1996
- Made in Cork 1997
- Compendium Patrick Street 2000
- Street Life 2002
- On the Fly 2007

## Compilaties
- The Best of Patrick Street 1995
- Compendium 2000